# Otto Warth

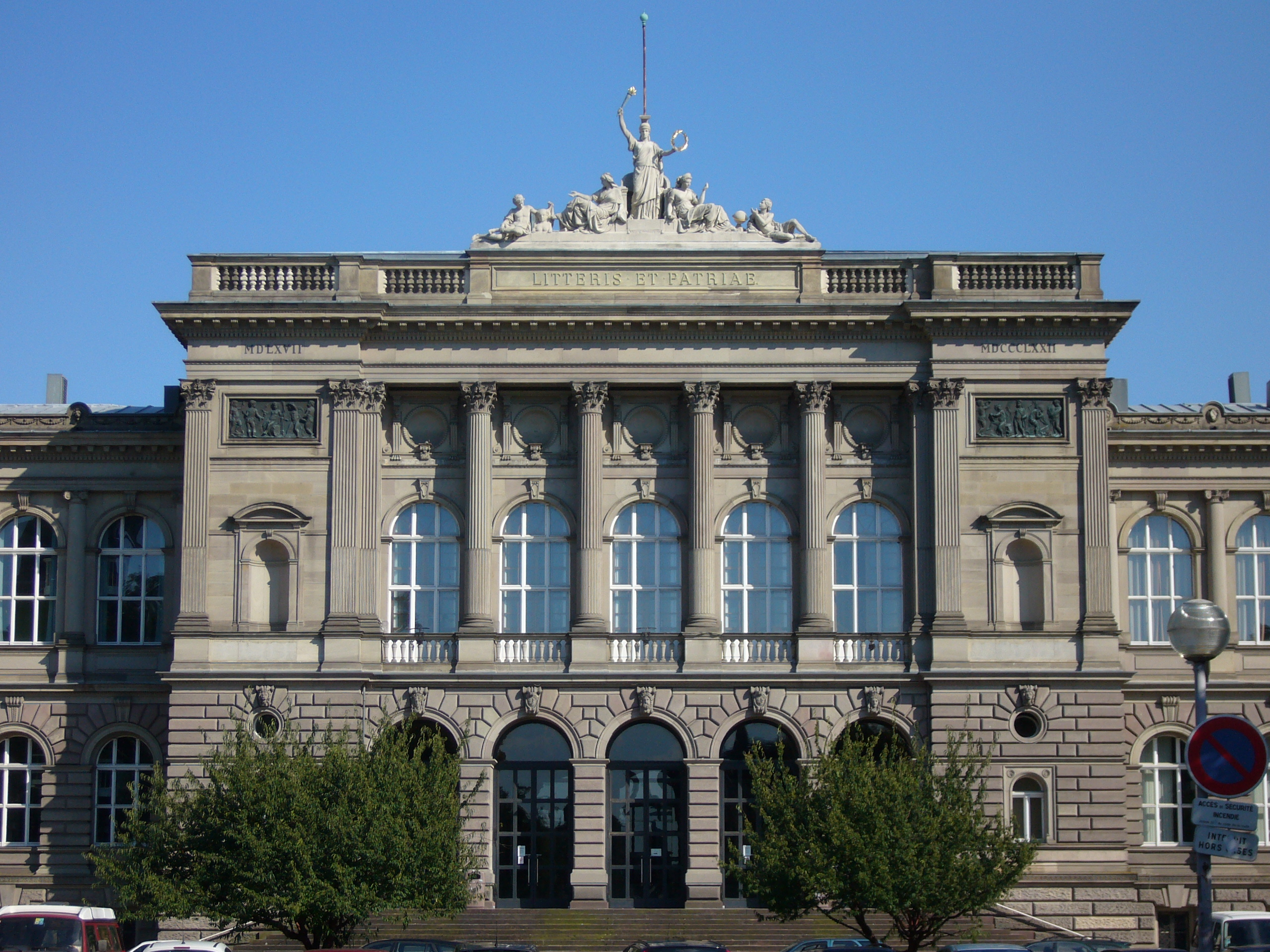
Die Universität Straßburg

Otto Warth (* 21. November 1845 in Limbach, Pfalz; † 5. November 1918 in Karlsruhe) war ein deutscher Architekt und Hochschullehrer (Professor) an der Technischen Hochschule Karlsruhe.

## Leben
Warth studierte von 1863 bis 1867 Architektur am Polytechnikum Karlsruhe (seit 1865: Technische Hochschule Karlsruhe). 1867 erhielt er eine Anstellung als Assistent beim Badischen Militärbaubüro und 1869 wurde er Assistent an der Technischen Hochschule Karlsruhe, wo er danach ab 1875 als Hilfslehrer arbeitete, bis er 1878 als Professor berufen wurde. Dieses Lehramt übte er bis 1911 aus, zu seinen Schülern zählt unter vielen anderen der Architekt Hermann Billing.

## Auszeichnungen
- Verleihung der Ehrendoktorwürde der Universität Straßburg
- 1911: Verleihung des Kommandeurkreuzes II. Klasse des Großherzoglich Badischen Orden vom Zähringer Löwen
- 1911: Verleihung des Titels „Geheimer Oberbaurat“

## Bauten und Entwürfe
- 1872–1875: Malsch-Brunnen in Karlsruhe (mit Heinrich Lang und Karl Friedrich Moest,[1] ausgezeichnet mit einer goldenen Medaille auf der Münchener Kunstausstellung 1876, 1963 abgetragen)
- 1879–1893: Kollegiengebäude, Zoologisches Institut und andere Bauten der „Kaiser-Wilhelm-Universität“ Straßburg[2]
- 1885: Wettbewerbsentwurf für das Gebäude der Kunstgewerbeschule, der Baugewerkschule und der Amtshauptmannschaft in Leipzig (ausgeführt 1887–1890 durch die staatliche sächsische Bauverwaltung)
- 1905–1909: Landesgefängnis Mannheim

## Schriften
- Die Konstruktionen in Holz (= Allgemeine Baukonstruktionslehre mit besonderer Beziehung auf das Hochbauwesen, Bd. 2, Bearbeiter: Gustav Adolf Breymann, Heinrich Lang, Otto Warth, A. Scholz, Otto Königer). Sechste verbesserte und vervollständigte Auflage. J. M. Gebhardt’s Verlag, Leipzig 1900. – Nachdruck: Th. Schäfer, Hannover 1982, ISBN 3-88746-019-7.
- Die Konstruktionen in Eisen (= Allgemeine Baukonstruktionslehre mit besonderer Beziehung auf das Hochbauwesen, Bd. 3, Bearbeiter: Gustav Adolf Breymann, Heinrich Lang, Otto Warth, A. Scholz, Otto Königer). Fünfte vollständig neu bearbeitete Auflage, Gebhardt, Leipzig 1890. – Nachdruck der Auflage von 1902: Th. Schäfer, Hannover 2002, ISBN 978-3-88746-316-8.
- Das Kollegien-Gebäude der Kaiser Wilhelms-Universität zu Strassburg. Kraemer, Kehl 1885 (Digitalisat)